# فرانك روس
فرانك روس (بالإنجليزية: Frank Ross)‏ (18 فبراير 1998 في المملكة المتحدة - ) هو لاعب كرة قدم بريطاني في مركز الوسط. شارك مع منتخب اسكتلندا تحت 17 سنة لكرة القدم ومنتخب اسكتلندا تحت 19 سنة لكرة القدم. أما مع النوادي، فقد لعب مع نادي أبردين.

## وصلات خارجية
- فرانك روس على موقع قاعدة بيانات كرة القدم.إي يو (الإنجليزية)
- فرانك روس على موقع Soccerbase.com (لاعب) (الإنجليزية)
- فرانك روس على موقع Soccerway.com (الإنجليزية)
- فرانك روس على موقع عالم كرة القدم.نت (الإنجليزية)